# フェルナン・モセ
フェルナン・モセ（Fernand Mossé、1892年5月25日 - 1956年7月10日）は、マルセイユ生まれのフランスの文献学者、歴史家で、ゲルマン言語とドイツ文学の専門家。

## 経歴
1919年に教員資格試験（アグレガシオン）で、英語の成績が3位になったフェルナン・モセは、ウェールズのバンガー大学の講師であった。その後、ニースとナンシーの高等学校で教鞭を執った。1926年には、高等研究実習院の研究ディレクターに任命された。1938年、モセは、もっぱら英語の迂言形 (formes périphrastiques) を論じた博士論文を通し、博士号を取得した。1948年には、学術誌『Études germaniques』の共同編集長となった。1949年には、コレージュ・ド・フランスのゲルマン言語および文学の教授に任命された。
モセは、アルフレッド・ジョリヴェとともに、エディション・オービエ＝モンテーニュが出版したゲルマン言語文献学叢書 (la Bibliothèque de philologie germanique) を監修した。
第一次世界大戦中に歩兵将校であったフェルナン・モセは、レジオンドヌール勲章を授与された。1940年3月、モセは、ノルスク・ハイドロ重水工場破壊工作において、語学力を発揮し、「困難な条件下でノルウェーからフランスへの重水の輸送を成功」させた。また、占領下のパリでの秘密活動により、レジスタンス・メダルを獲得した。モセは、全国中等教育連合 (SNES) の労働組合員であり、国民教育高等評議会 (Conseil supérieur de l'éducation nationale) のメンバーでもあった。

## おもな業績
- La Laxdoela Saga : légende historique islandaise, Paris, Alcan,1914 (traduite du vieux norrois).
- La Saga de Grettir, Paris, Aubier Montaigne, 1933 (traduction).
- Histoire de la forme périphrastique être + participe présent en germanique, Paris, Klincksieck, 2 vol., 1938.
  - 日本語版：（高橋博 訳）ゲルマン語・英語迂言形の歴史、青山社、1993年
- Manuel de l'allemand du Moyen Age, des origines au XIVe siècle, Paris, Aubier Montaigne, 2 vol., 1942. (avec Alfred Jolivet)
- Manuel de la langue gotique, Paris, Aubier Montaigne, 1942 ; nouv. éd., 1969, 330 p.
- Manuel de l'anglais du Moyen Age, des origines au XIVe siècle, 4 vol., Aubier, Paris, 1946.
- Esquisse d'une histoire de la langue anglaise, 1947 ; 2e éd., Lyon, 1958.
  - 日本語版：（郡司利男・岡田尚 訳）英語史概説、開文社、1963年
- Histoire de la littérature allemande (Georges Zink, Maurice Gravier, Henri Plard et alii, sous la direction de Fernand Mossé), Aubier, 1959, 1032 p.